# Peonia (regat)

Triburile peonilor

Peonii erau vecini cu Regatul Odris

Peonii și regatul Macedoniei

În antichitate, Peonia (greacă Παιονία, latină Pæonia) era numele dat țării și regatului peonilor (greacă Παίονες).
În Iliada, se spune că peonii au fost aliații troienilor. În timpul invaziei persane în Grecia, peonii au fost deportați din Peonia în Asia.
În 355-354 Î. hr., Filip al II-lea al Macedoniei a profitat de moartea regelui Agi al Peoniei și a pornit împotriva lor în scopul de a-i cuceri. Astfel, partea de sud a vechii Peonii a fost anexată de către anticul regat al Macedoniei și a fost numit " Peonia Macedoneană"; această regiune include orașele Astraion (mai târziu Stromnitsa), Stenae (aproape de actualul Demir Kapija), Antigoneia (lângă actualul Negotino).
Peonia corespunde aproximativ cu actualul teritoriu al Republicii Macedonia și o fâșie îngustă din nordul Macedoniei grecești, la frontiera cu Republica Macedonia, cât și o mică parte din sud-vestul Bulgariei.

## Triburile

Peonia cu o parte din Epir și împrejurimile.

Triburile peone au fost:
- Agrianes[6] (de asemenea, Agriani și Agrii), considerați de unii - traci.
- Almopians[7] (de asemenea, Almopioi)
- Laeaeans (de asemenea, Laeaei și Laiai).
- Derrones[8] (de asemenea, Derroni), considerați, de asemenea, de unii, traci.
- Odomantes[9] (de asemenea, Odomanti), considerați, de asemenea, de unii, traci.[10]
- People[11]
- Doberes[12]
- Siropaiones[13]

## A se vedea, de asemenea,
- Lista orașelor peone
- Agrianes
- Asteropaeus
- Bylazora
- Deuriopus
- Laeaeans
- Paeonian limba
- Pyraechmes
- Stobi